# 2019 en science
| Années de la science : 2016 - 2017 - 2018 - 2019 - 2020 - 2021 - 2022    |
| Décennies de la science : 1980 - 1990 - 2000 - 2010 - 2020 - 2030 - 2040 |

Cet article présente les faits marquants de l'année 2019 en science.

## Évènements
- 1er janvier : New Horizons survole 2014 MU69 dit Ultima Thulé, l'objet le plus lointain jamais exploré par l'humanité[1],[2].
- 3 janvier : premier alunissage sur la face cachée de la Lune par la sonde chinoise Chang'e 4.

- 19 février :
  - alors que l'espèce était considérée comme éteinte depuis une centaine d'années, découverte d'une tortue femelle adulte Chelonoidis phantastica dans les Îles Galápagos ;
  - la description de deux nouvelles espèces de chauves-souris du Paléarctique occidental est publiée : le Murin cryptique (Myotis crypticus), en Europe, et le Murin Zenati (Myotis zenatius), en Afrique du Nord.
- 20 février : première observation depuis 1984 de megachile pluto, la plus grande espèce d'abeille au monde, redécouverte dans les Îles Moluques du Nord, en Indonésie.
- 21 février : décollage de Beresheet, à la fois première sonde spatiale destinée à l'exploration de la Lune produite par des agences privées (SpaceIL) ; cependant l'alunissage ratera et Beresheet s'écrasera quelques jours plus tard.
- 22 février : la sonde japonaise Hayabusa 2 réussit avec succès ses prélèvements sur l'astéroïde (162173) Ryugu.

- 4 mars : révélation au grand public de l'existence d'un nouveau site maya d'offrandes quasi-intact à Chichén Itzá, dans le Yucatán au Mexique, connu par les archéologues mexicains et les populations mayas locales depuis 50 ans mais jusque-là caché dans une grotte murée[3].
- 5 mars :
  - identification chez un survivant de l'épidémie de maladie à virus Ebola en Afrique de l'Ouest d'un anticorps efficace face aux 3 souches du virus Ebola et qui pourrait donc servir de base pour créer un vaccin efficace, publiée dans Nature Structural & Molecular Biology entre-autres par Kartik Chandran de l'Albert Einstein College of Medicine à New York et Erica Ollmann Saphire du La Jolla Institute for Immunology en Californie[4],[5] ;
  - confirmation dans Nature du deuxième cas connu dans le monde entier de rémission durable d'un patient souffrant du SIDA atteint du VIH-1[6],[7].

- 3 avril : des chercheurs hongrois estiment avoir identifié sur la météorite Allan Hills 77005 des composés organiques minéralisés proches des ferrobactéries qui démontreraient que la vie microbienne aurait existé sur Mars[8],[9].
- 10 avril : diffusion de la première image d'un trou noir, M87*, imagé par interférométrie VLBI.
- 10 avril : une nouvelle espèce d'hominien, Homo luzonensis, datant d'environ 50 000 ans, est identifiée[10],[11].

- 15 mai : une étude révèle que des progéniteurs neuraux en provenance du système nerveux central, qui expriment la doublecortine (DCX+), infiltrent les tumeurs de la prostate et les métastases, dans lesquelles ils initient la neurogenèse[12].
- 20 mai : la nouvelle méthode permettant le calcul du kilogramme, à l'aide de la constante de Planck et d'une balance de Kibble, entre en vigueur.
- 21 mai : détection par le Laser Interferometer Gravitational-Wave Observatory et Virgo de l'onde gravitationnelle GW190521, dont les analyses (publiées en septembre 2020) prouveront qu'elle a été émise par un trou noir de 142 masses solaires, le premier trou noir intermédiaire connu[13].
- 22 mai :
  - le plus ancien champignon fossilisé connu, âgé d'environ un milliard d’années, est annoncé découvert au Canada[14],[15] ;
  - découverte de l'épave du Clotilda, dernier navire négrier américain, au fond d'un bras du fleuve Mobile  en Alabama.

- Juillet (date exacte gardé secrète pour l'anonymat de la patiente) : à l'Hôpital Antoine-Béclère à Clamart en France, naissance d'un enfant d'une femme de 34 ans qui ne parvenait pas à être enceinte à cause d'un traitement contre le cancer du sein, ce qui a été permis grâce à une technique de prélèvement puis de vitrification d'ovocytes immatures avant le début du traitement, suivi par une maturation in vitro et une insémination in vitro, puis une implantation de l'ovule après la fin du traitement contre le cancer, ce qui constitue une première mondiale à la fois dans les domaines de la médecine de la reproduction et de l'oncologie (la technique actuelle se faisant surtout sur des ovocytes matures et non-vitrifiés)[16]. Ce cas sera révélé le 19 février 2020 par un article du professeur Michaël Gryndberg, l'inventeur de cette technique, publié dans la revue Annals of oncology[16].

- 3 juillet : Le physico-chimiste franco-norvégien Thomas Ebbesen gagne la médaille d'or du CNRS pour ses travaux transdisciplinaires sur les nanosciences[17].

- 14 août : après 12 mois de test sur 109 patients en Afrique du Sud, la Food and Drug Administration annonce qu'un cocktail de médicaments fait de bédaquiline, de linézolide et de prétomanide[18], réparti en 5 comprimés par jour, permet de réduire la durée de traitement de la tuberculose résistante à 6 mois (plus 6 mois de suivi thérapeutique) avec un taux de guérison de 90 %[18] - contre des traitements de 18 à 24 mois avec la prise de 30 à 40 gélules quotidiennes et de nombreuses piqures jusque-là[18].

- Septembre : une équipe de scientifiques britanniques et kényans découvre Microsporidia MB, un microbe parasite de la division des champignons microsporidia qui empêche les moustiques de transporter la malaria ; l'équipe pense qu'il peut potentiellement être utilisé pour contrôler la malaria, s'ils parviennent à comprendre comment le microbe se répand et comment il bloque la maladie ; la découverte sera rendue publique dans un article Nature Communications le 4 mai 2020[19],[20].

- 5 septembre : des chercheurs de l'université de Hokkaidō, au Japon, publient la description d'une nouvelle espèce de dinosaures, Kamuysaurus japonicus, unique représentant du genre Kamuysaurus.
- 10 septembre : description de deux nouvelles espèces d'anguilles électriques (genre Electrophorus), considérées pendant plus de 250 ans comme ne formant qu'une seule espèce.
- 11 septembre :
  - vapeur d'eau détectée par le télescope Hubble sur l'exoplanète K2-18 b.
  - annonce officielle de la découverte de la comète 2I/Borissov, second objet interstellaire connu.

- 7 octobre : William Kaelin, Gregg Semenza et Peter Ratcliffe reçoivent le prix Nobel de physiologie ou médecine pour leurs travaux sur l'oxygénation des cellules.
- 8 octobre : le Prix Nobel de physique est remis à James Peebles pour avoir prédis l'existence du fond diffus cosmologique et avoir été le premier à comprendre l'importance de la matière noire dans les grandes structures de l'Univers, et à Michel Mayor et Didier Queloz, pour avoir prouvé l'existence des exoplanètes en découvrant 51 Pegasi b en 1995.
- 9 octobre :
  - le prix Nobel de chimie est attribué à John B. Goodenough, Stanley Whittingham et Akira Yoshino pour avoir inventé la batterie à lithium-ion ;
  - annonce de la découverte d'une nécropole romaine complète datant du Ier au IIIe siècle apr. J.-C. à Narbonne[21].
- 18 octobre : l'épave du navire de guerre japonais Kaga, coulé lors de la bataille de Midway pendant la Seconde Guerre mondiale, est découverte sur les fonds marins de l'océan Pacifique. Ce n'est que le deuxième navire coulé pendant la bataille à avoir été retrouvé.
- 21 octobre : une étude prouve qu'un entérovirus non-polio est à l'origine de la paralysie flasque aigüe[22], une affection apparue récemment (2012) touchant les jeunes.

- 11 décembre : l'Université de Griffith (Australie) publie les résultats d'une datation à l'uranium-thorium sur une peinture préhistorique représentant une scène de chasse découverte en 2017 dans une grotte du site de Leang Bulu Sipong sur l'île de Célèbes (Indonésie), selon laquelle cette peinture serait vieille d'au moins 43 900 ans, ce qui en ferait la plus ancienne œuvre d'art figuratif connue[23],[24].
  - Le 3 juillet 2024,  la datation d'une peinture rupestre de la grotte de Leang Karampuang (île de Célèbes en Indonésie) d'une peinture rupestre représentant un cochon verruqueux et trois humains est publiée dans Nature ; estimée vieille de 51 200 ans, il s'agit de la plus ancienne œuvre d'art figurative connue au monde[25]..
- 17 décembre : un chewing-gum en goudron de bouleau datant de 5 700 ans retrouvé sur le site archéologique de Syltholm, dans le sud du Danemark, a permis de révéler le génome de la jeune fille qui l'a mâchonné[26]. Elle avait la peau sombre, les cheveux foncés et les yeux clairs et appartenait à une communauté de chasseurs-cueilleurs d'Europe occidentale.

## Prix
- Prix Nobel
  - Prix Nobel de physiologie ou médecine : Gregg L. Semenza, Peter J. Ratcliffe et William Kaelin Jr.
  - Prix Nobel de physique : James Peebles, Michel Mayor et Didier Queloz
  - Prix Nobel de chimie : John B. Goodenough, Stanley Whittingham et Akira Yoshino
- Prix Lasker
  - Prix Albert-Lasker pour la recherche médicale fondamentale : Max Cooper et Jacques Miller
  - Prix Albert-Lasker pour la recherche médicale clinique : H. Michael Shepard (en), Dennis Slamon (en) et Axel Ullrich (en)

- Médailles de la Royal Society
  - Médaille Buchanan : Gillian Griffiths (en)
  - Médaille Copley : John B. Goodenough
  - Médaille Darwin : Peter Holland
  - Médaille Davy : Varinder Aggarwal
  - Médaille Gabor : Alison Noble (en)
  - Médaille Hughes : Andrew Ian Cooper
  - Médaille Leverhulme : Frank Caruso (en)
  - Médaille royale : Carol V. Robinson, Michel Goedert, Ann Dowling
  - Médaille Rumford : Miles Padgett
  - Médaille Sylvester : Peter Sarnak

- Médailles de la Geological Society of London
  - Médaille Lyell : Nicholas Kusznir
  - Médaille Murchison : Marian Holness (en)
  - Médaille Wollaston : Edward Stolper (pt)

- Prix Jules-Janssen (astronomie) : Hubert Reeves
- Prix Turing en informatique : Patrick Hanrahan et Edwin Catmull
- Médaille Bruce (astronomie) : Martha P. Haynes
- Médaille linnéenne : Victoria Ann Funk (en) et Samuel T. Turvey (de)

- Médaille d'or du CNRS : Thomas Ebbesen
- Grand Prix de l'Inserm : Éric Gilson

## Décès

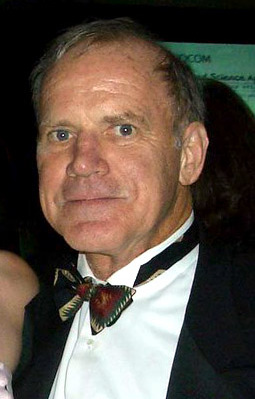
Kary Mullis

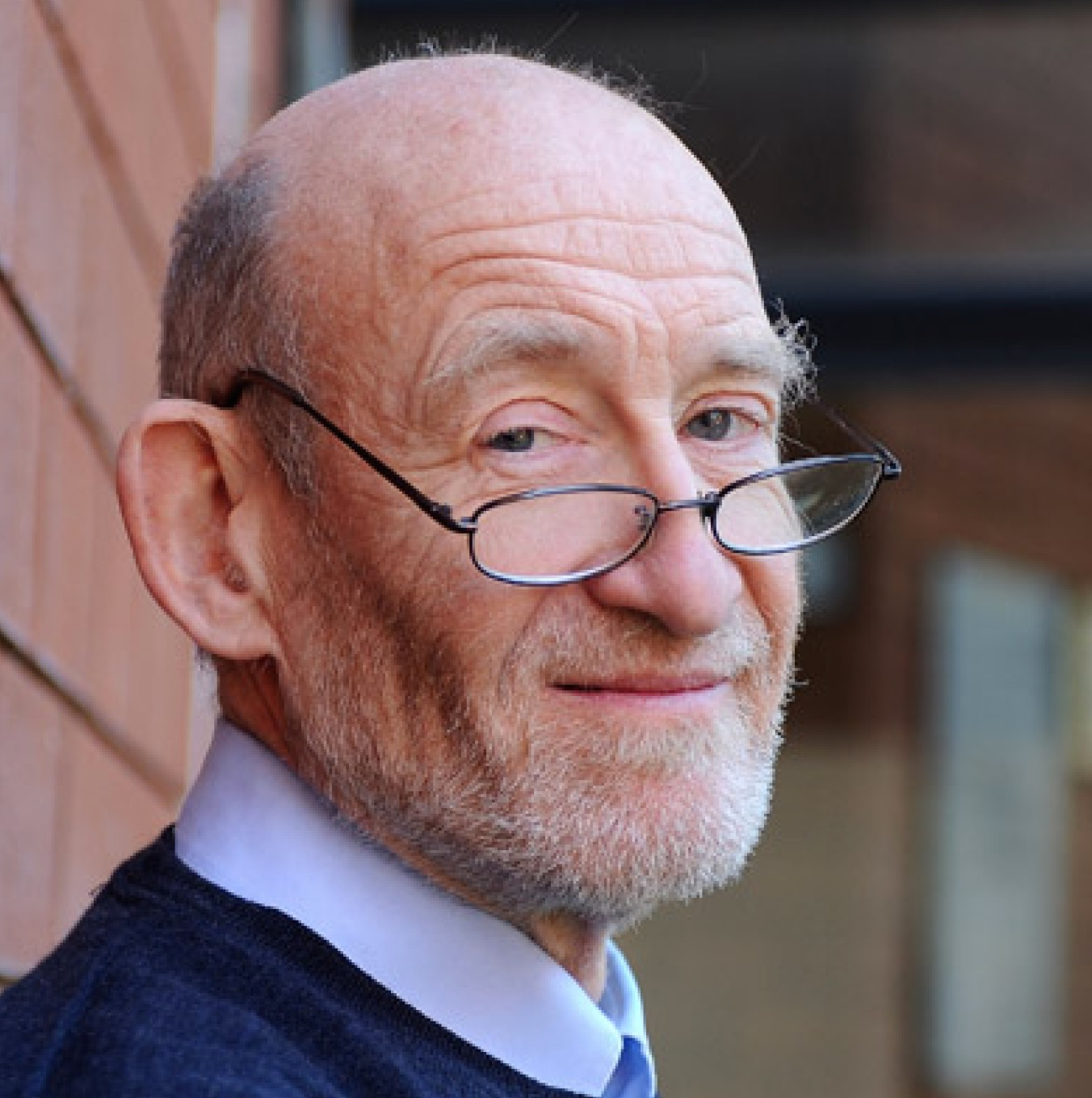
Patrick Dehornoy

- Nino Boccara (né en 1931), mathématicien et physicien français.
- 5 février : Edward Simpson (né en 1922), statisticien britannique.
- 8 mai : Robert McEliece (né en 1942), mathématicien, informaticien et cryptologue américain.
- 10 mai : Geneviève Raugel (née en 1951), mathématicienne française.
- 31 mai : John Robert Schrieffer (né en 1931), physicien américain, prix Nobel de physique en 1972.
- 30 juin : Mitchell Feigenbaum (né en 1944), physicien américain, spécialiste de la théorie du chaos.
- 3 août : Nikolaï Kardachev (né en 1932), radioastronome et astrophysicien soviétique puis russe.
- 4 août : 
  - Jean Guiart (né en 1925), anthropologue et ethnologue français spécialiste de la Mélanésie.
  - Ann Nelson (née en 1958), physicienne américaine.
- 7 août : Kary Mullis (né en 1944), biochimiste américain, prix Nobel de chimie en 1993.
- 8 août : Manfred Max-Neef (né en 1932), économiste et environnementaliste chilien.
- 25 août : Ferdinand Piëch (né en 1937), ingénieur autrichien.
- 6 septembre : Maurice Caveing (né en 1923), philosophe et historien des mathématiques français.
- 21 septembre : Sigmund Jähn (mort en 1937), cosmonaute allemand.